# Крадіжка картин у веронському музеї

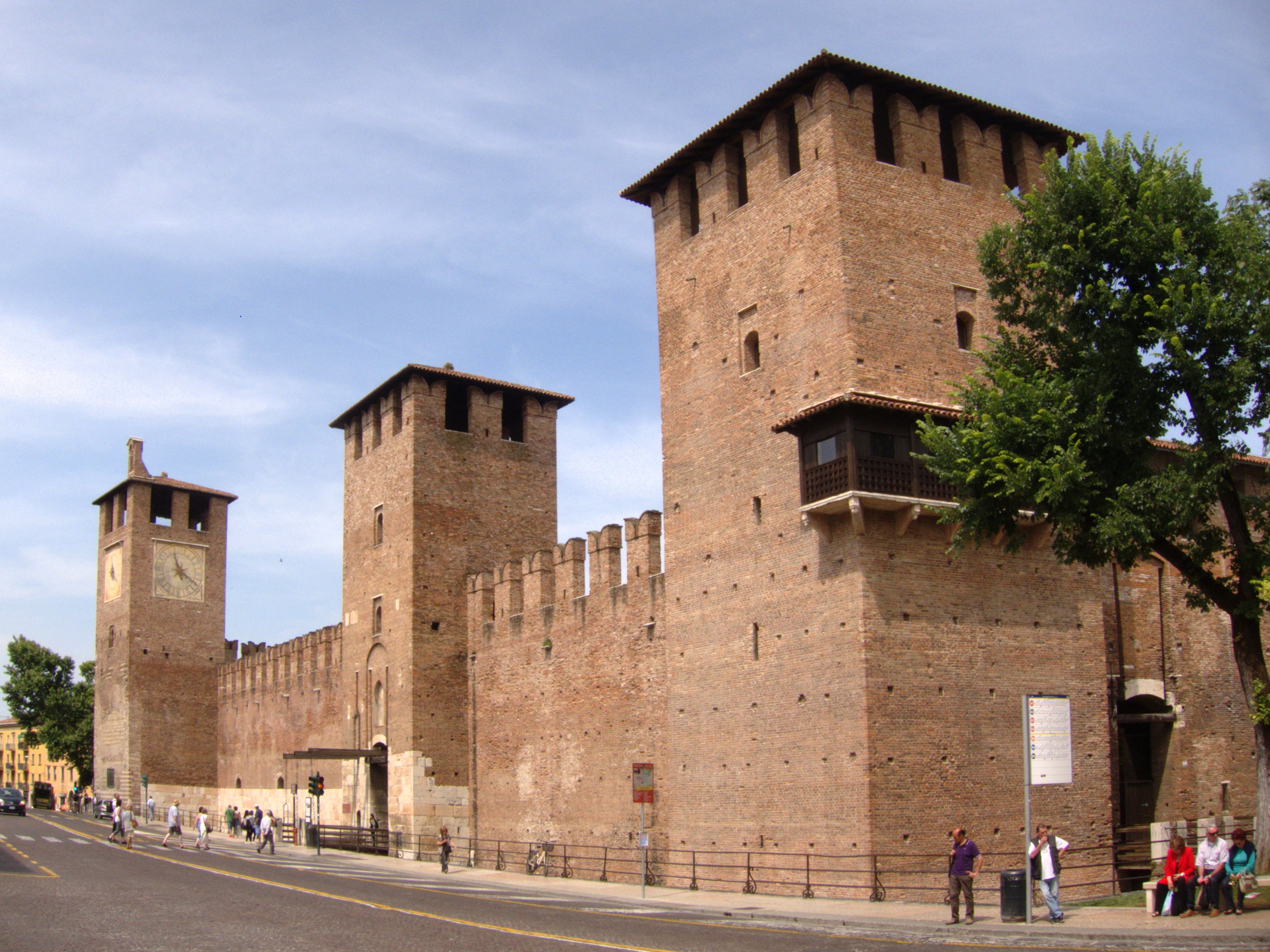
Кастельвеккйо

Крадіжка картин у Кастельвеккйо — викрадення творів мистецтва з Музею Кастельвеккіо у Вероні, Італія.

## Викрадення творів мистецтва

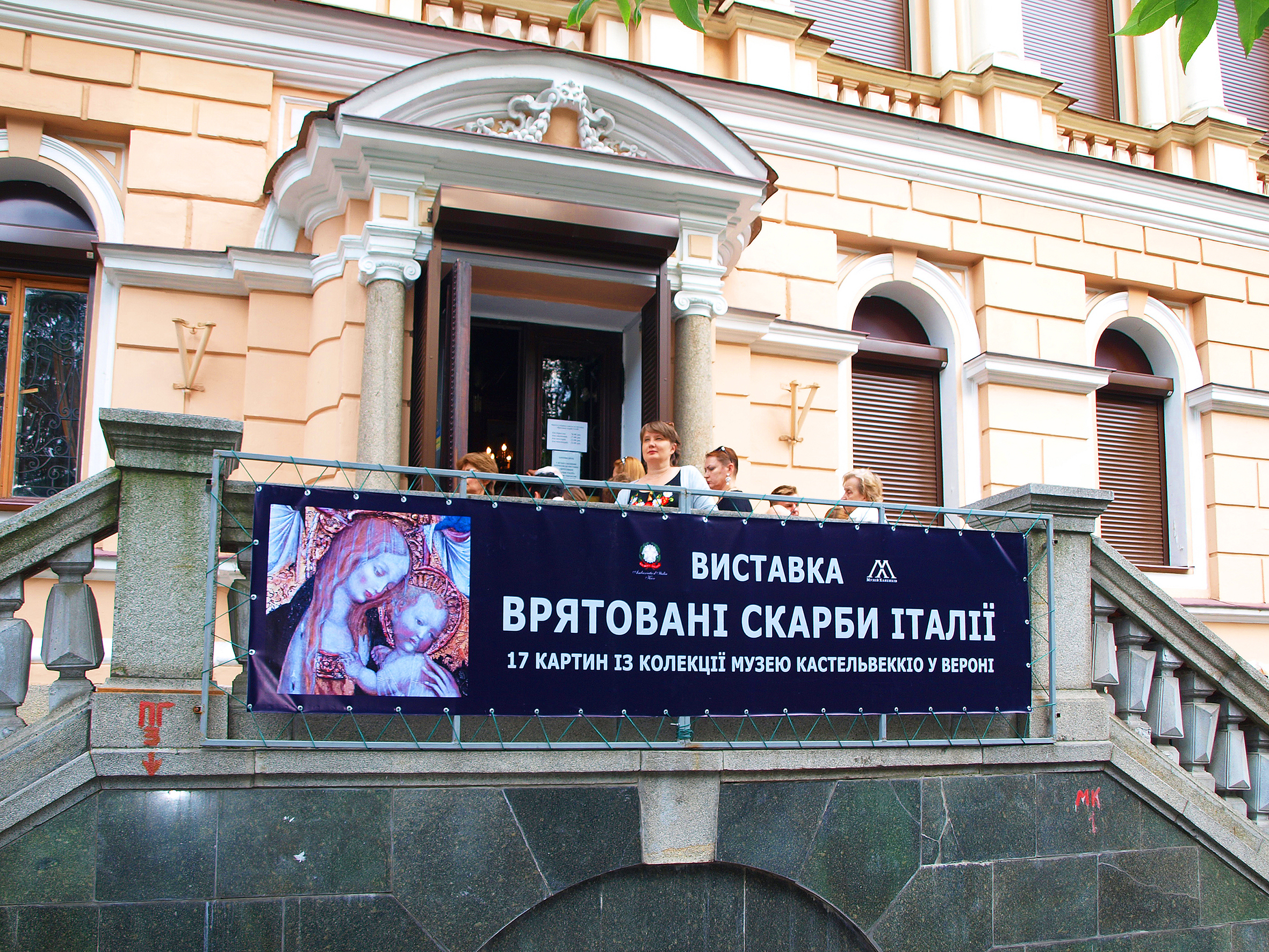
Виставка «Врятовані скарби Італії» у Національному музеї мистецтв ім. Богдана і Варвари Ханенків

11 листопада 2015 року зловмисники викрали з веронського Музею Кастельвеккіо 17 картин, пензлів Карото, Пізанелло, Тінторетто, Мантеньї, Рубенса. Вартість картин становить 15 млн євро.
Зниклі твори знайшли 6 травня 2016 року в Одесі. Злочинців затримали під час спроби вивезти картини до Молдови. За попередніми даними, полотна викрали на замовлення російських олігархів.

З нагоди успішного розкриття злочину Президент України Петро Порошенко заявив:
Ці картини — зірки колекції музею Верони... Ця блискуча операція нагадує світу про те, як ефективно Україна запроваджує боротьбу і з контрабандою, включаючи контрабанду витворів мистецтва, а також боротьбу з корупцією.
Мер італійської Верони Флавіо Тозі на знак подяки за повернення картин, дозволив громадянам України до кінця 2016 року безплатно відвідувати всі музеї міста.
13 червня 2016 року у Національному музеї мистецтв ім. Богдана і Варвари Ханенків відкрилася виставка «Врятовані скарби Італії», на якій представили 17 знайдених картин із музею Кастельвеккіо. Згодом виставку продовжили ще на тиждень через неабиякий ажіотаж.
21 грудня 2016 року картини повернулися у Верону.

## Знайдені картини

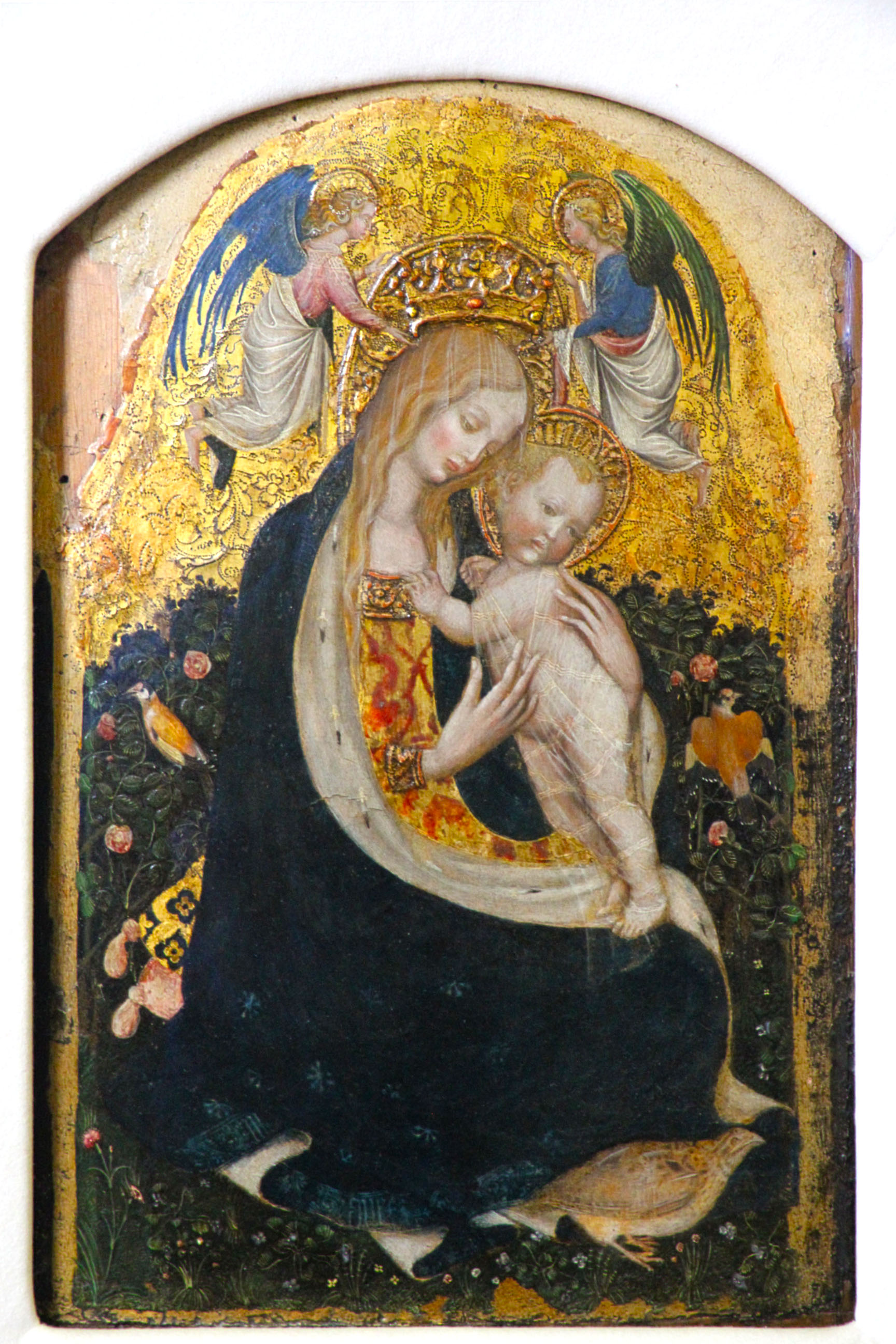
Пізанелло. «Мадонна з куріпками» (бл. 1420)
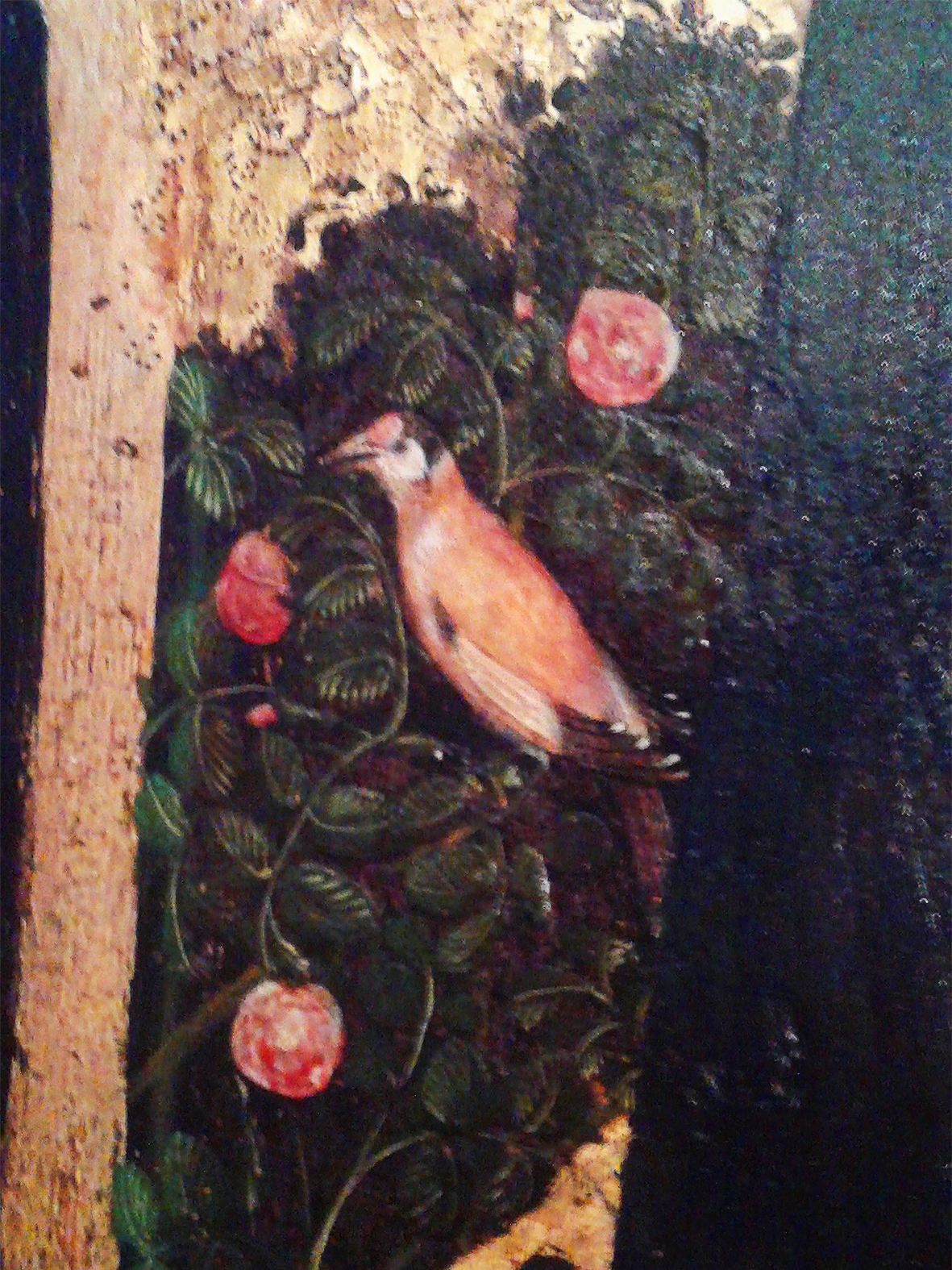
Пізанелло. «Мадонна з куріпками» (фрагмент)
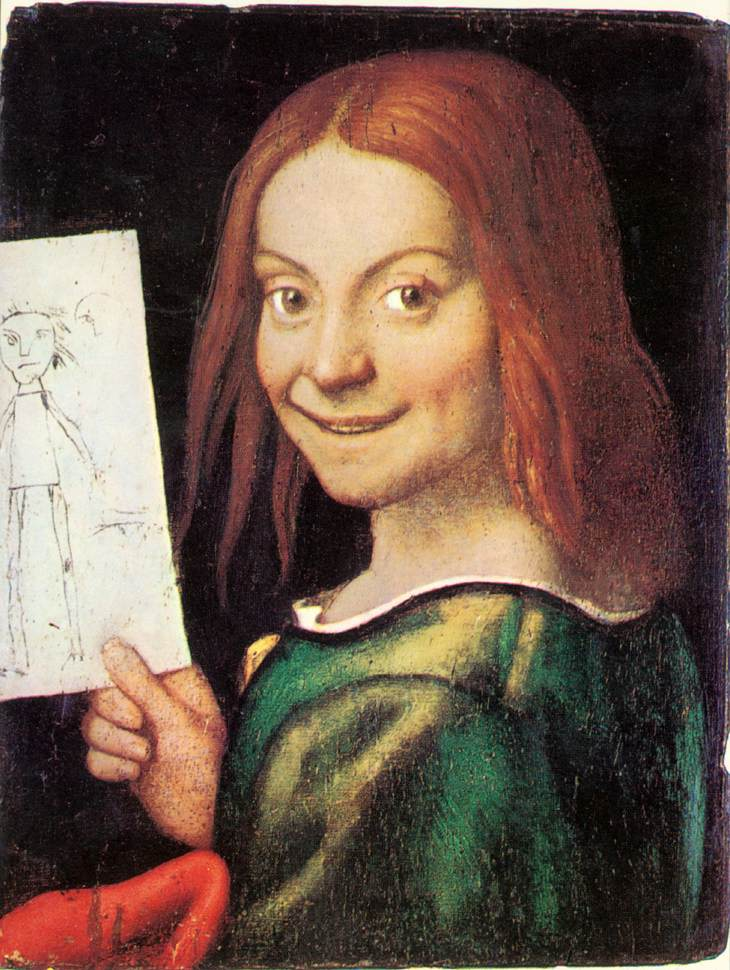
Карото. «Рудоволосий юнак з малюнком», бл. 1520
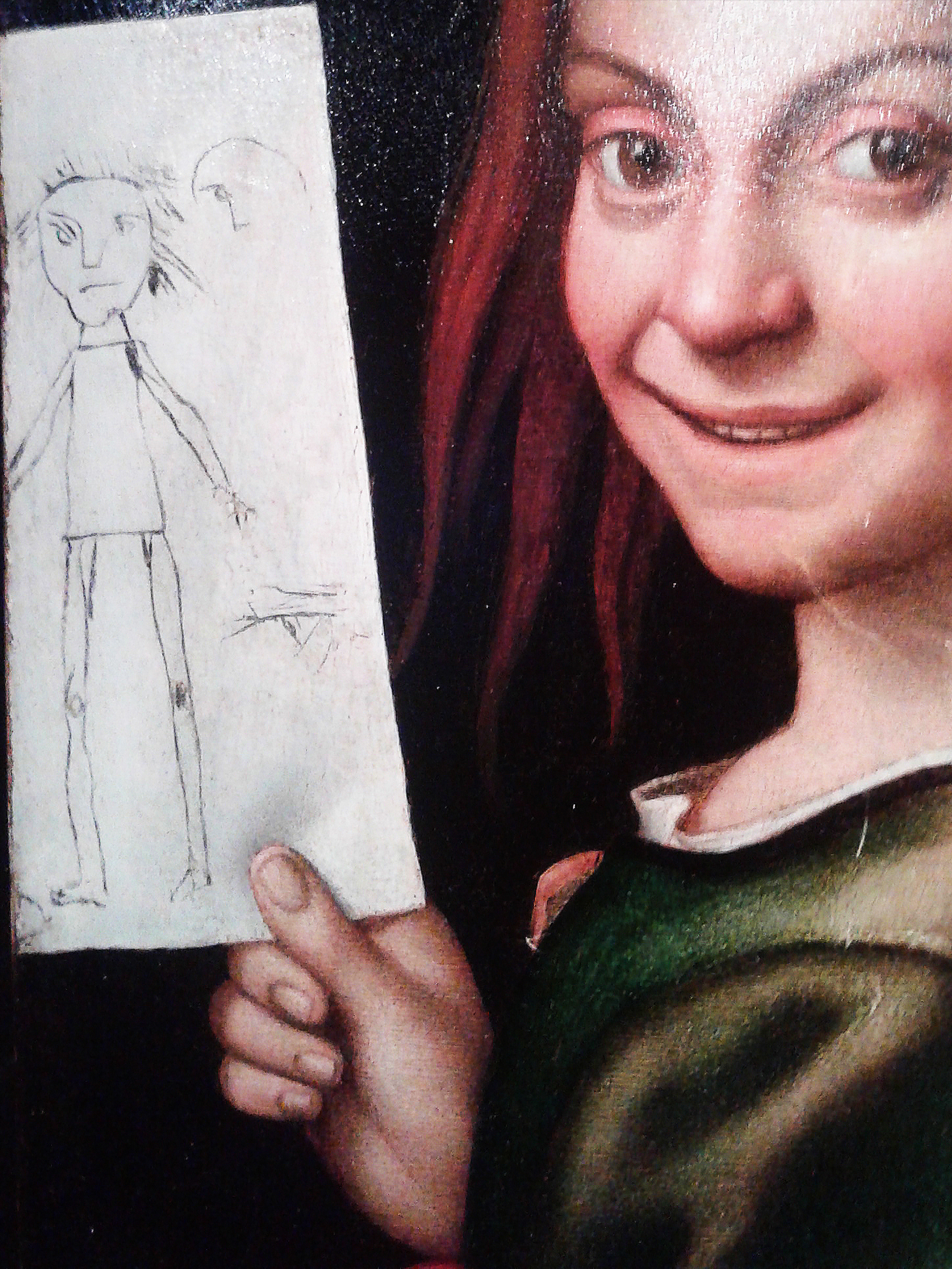
Карото. «Рудоволосий юнак з малюнком» (фрагмент)
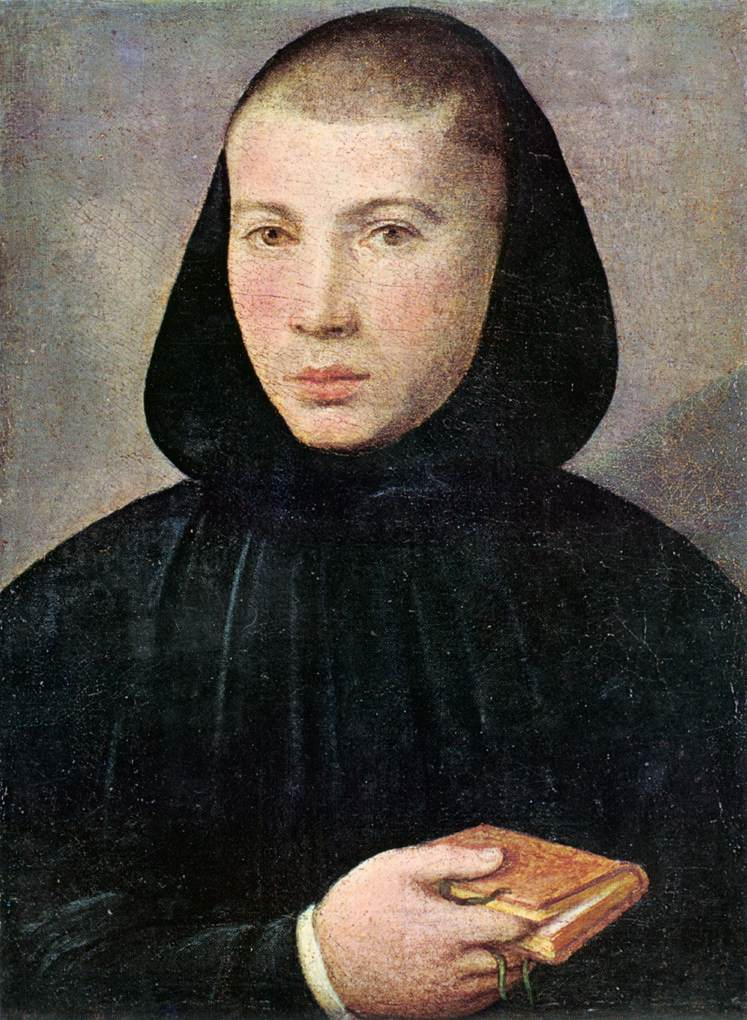
Карото. «Портрет юного Бенедиктіне» (XVI ст.)
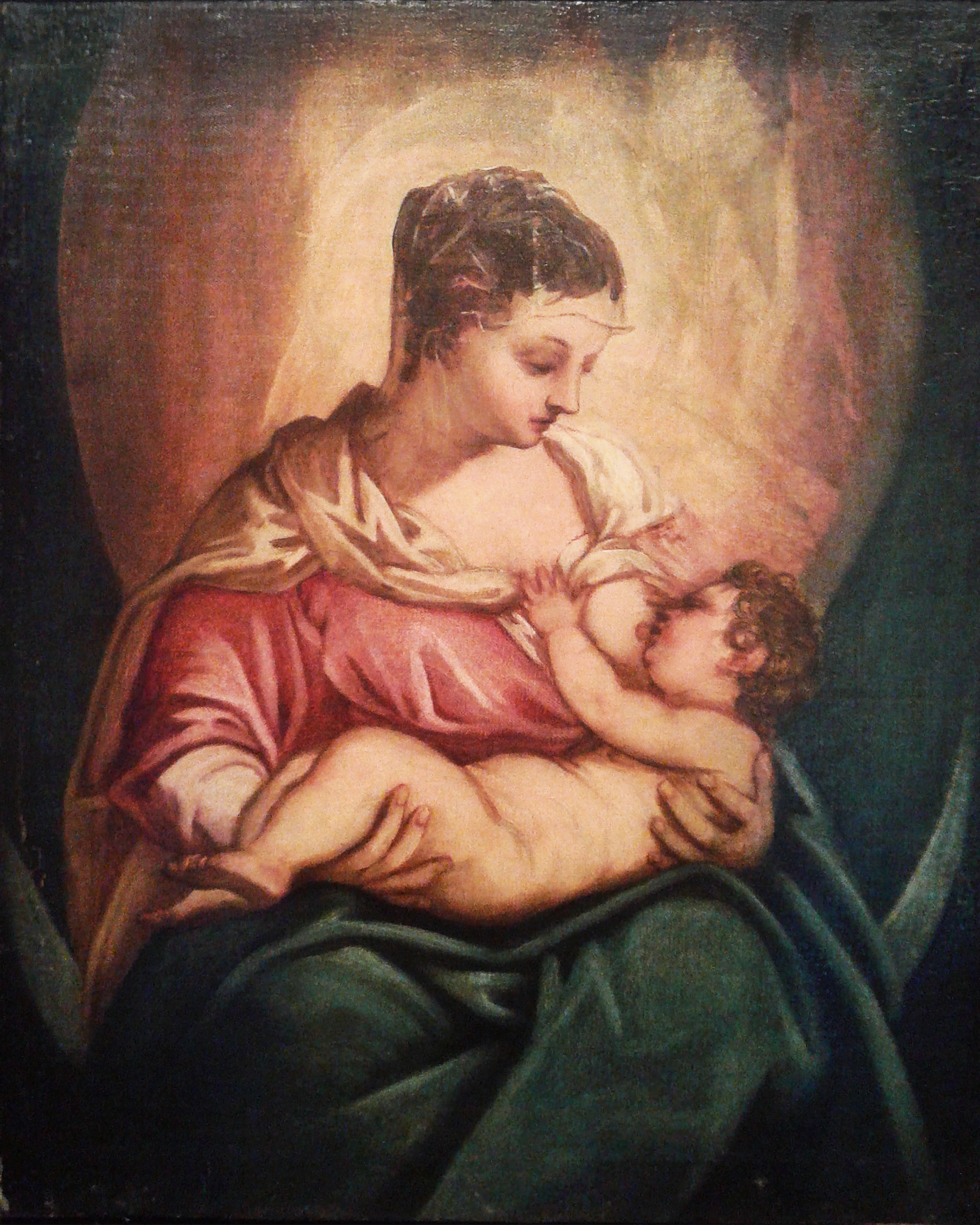
Якопо Тінторетто. «Мадонна-годувальниця».
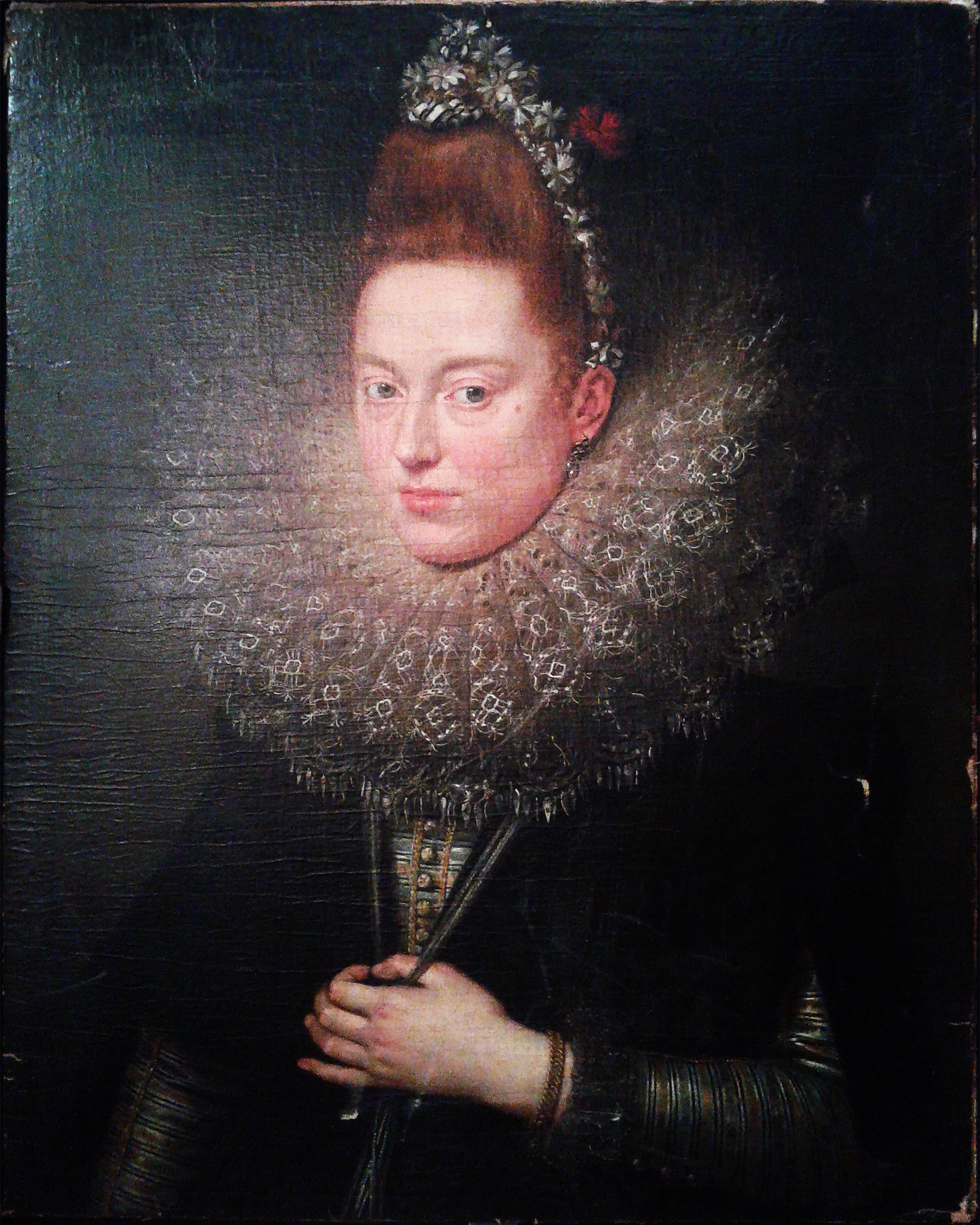
Пітер Пауль Рубенс. Портрет дами (Дама з квітами смілки).
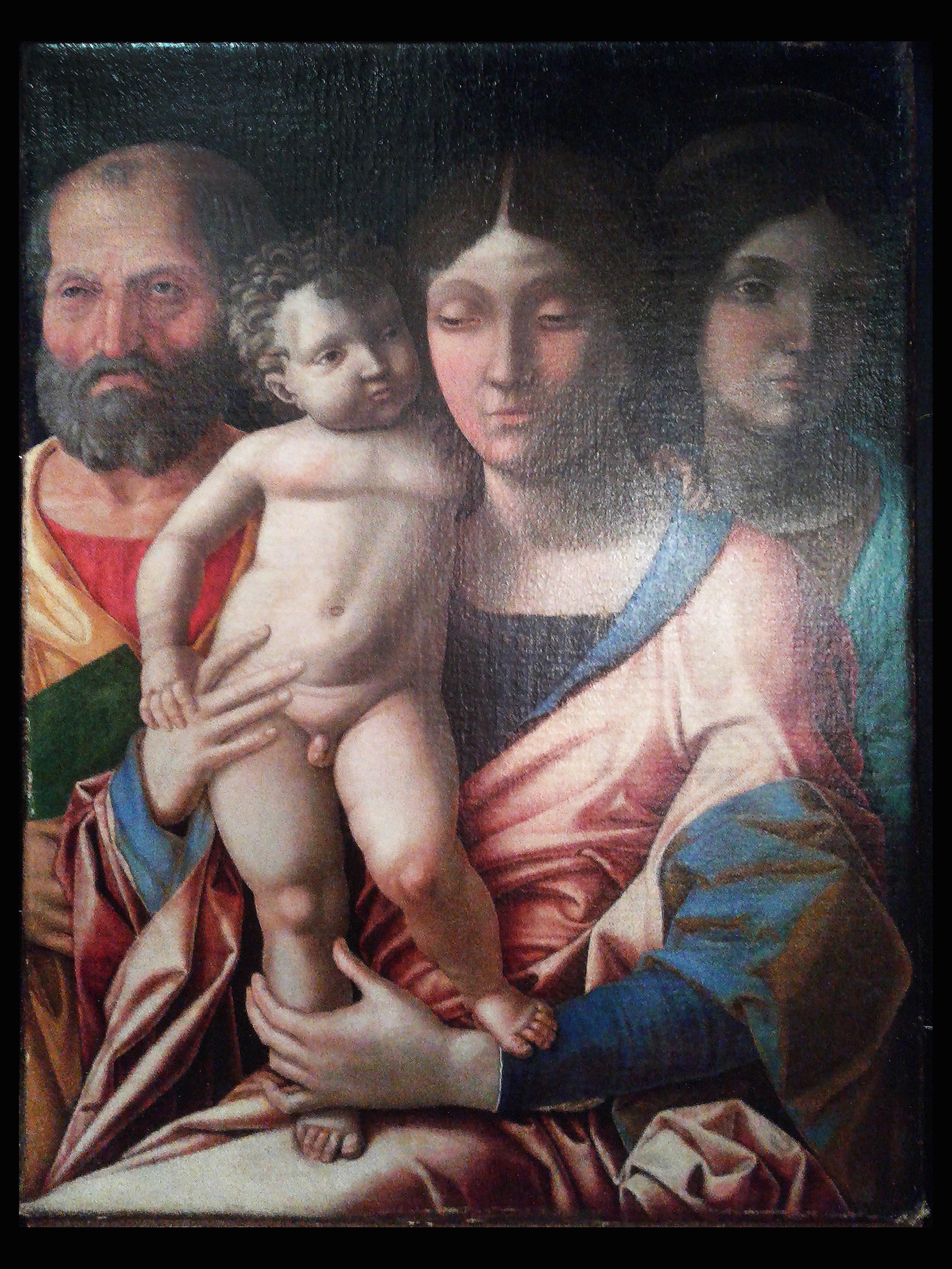
Мантенья. «Святе сімейство[it]» (між 1495 і 1505)
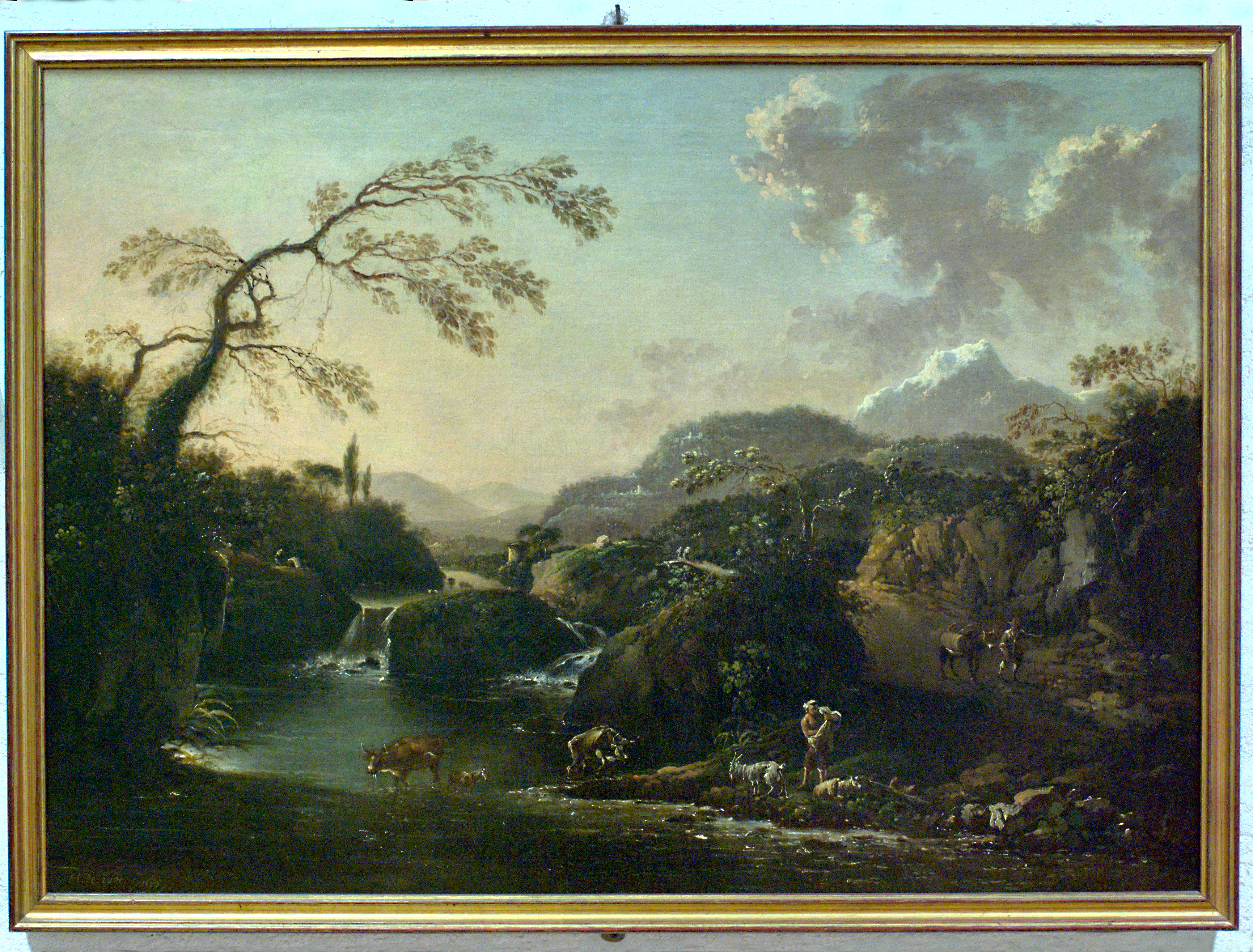
Ганс де Йоде. «Краєвид із водоспадом», 1657
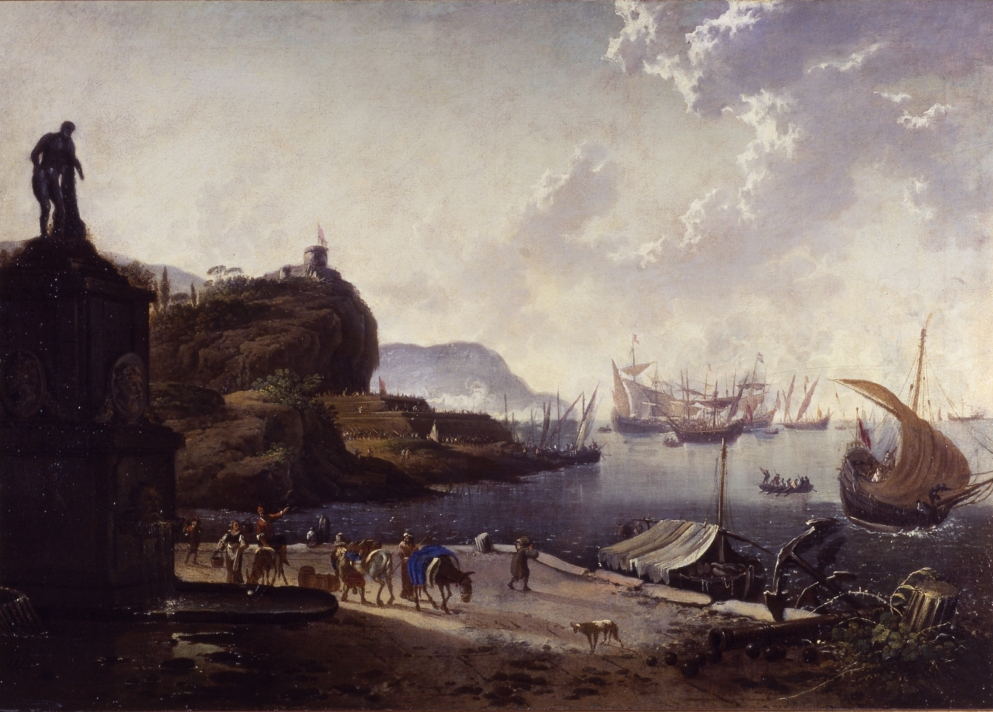
Ганс де Йоде. «Морський порт».
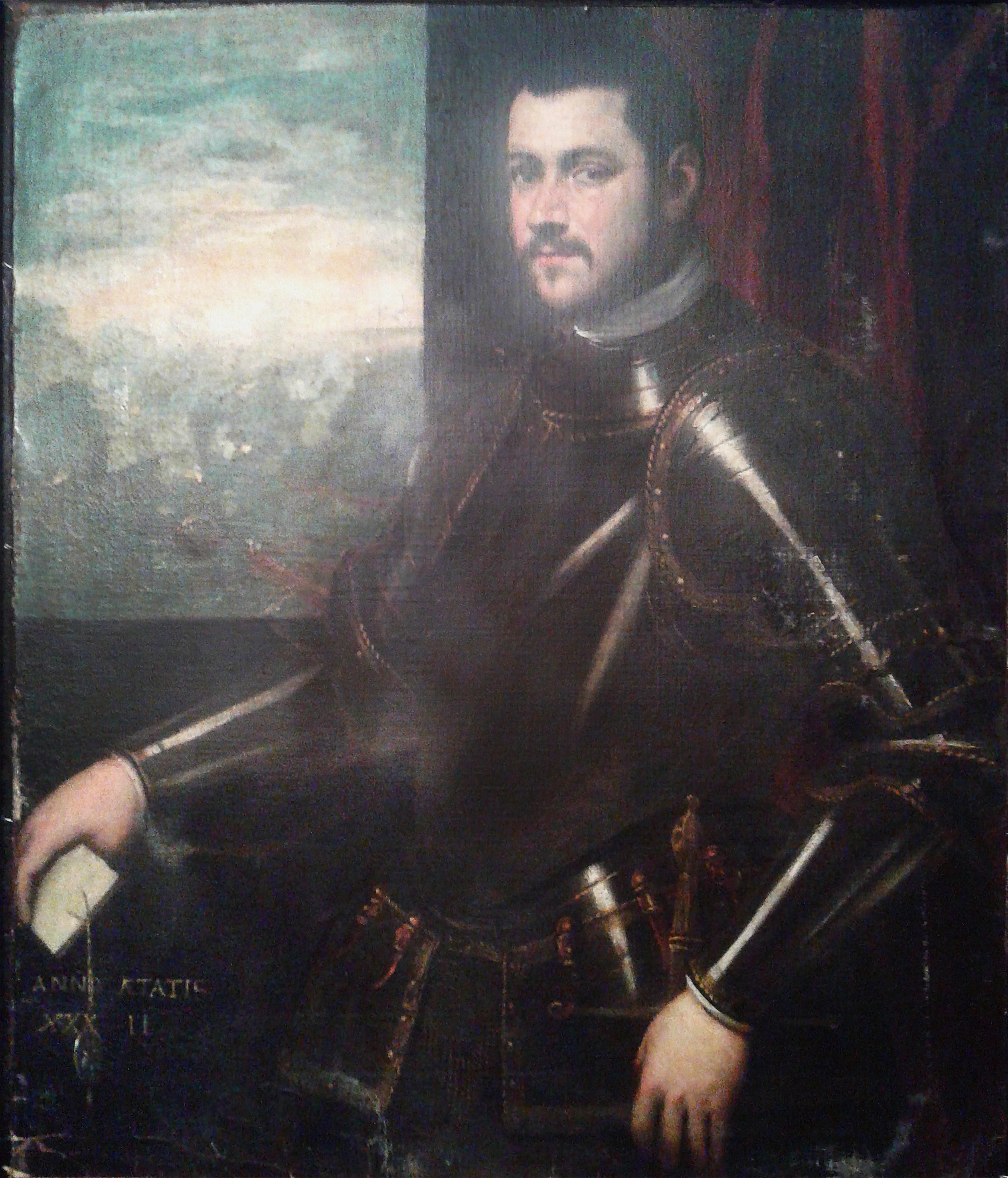
Майстерня Доменіко Тінторетто. «Портрет венеційського адмірала».
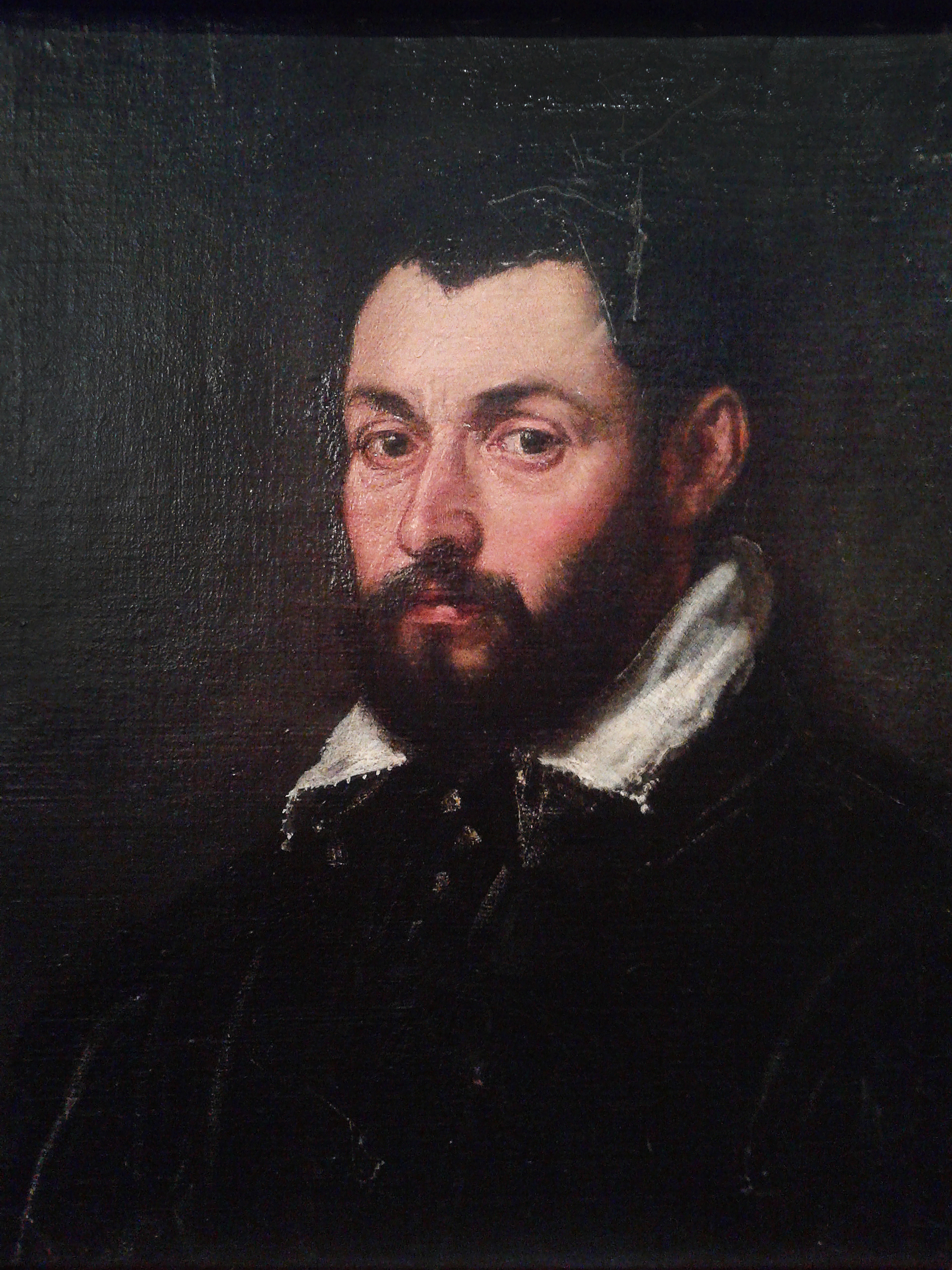
Коло Якопо Тінторетто. Портрет чоловіка.
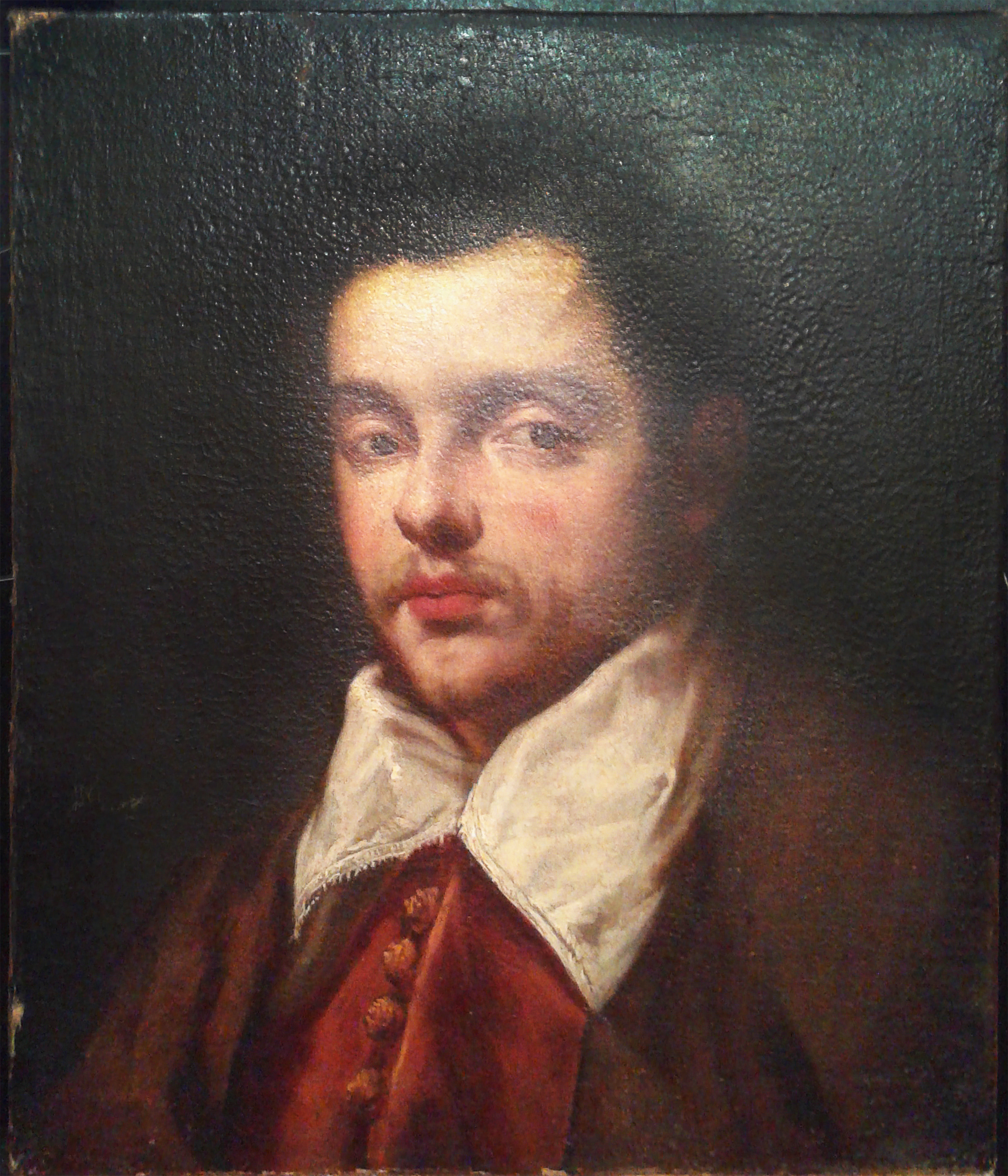
Доменіко Тінторетто. «Портрет Марко Паскуаліго».
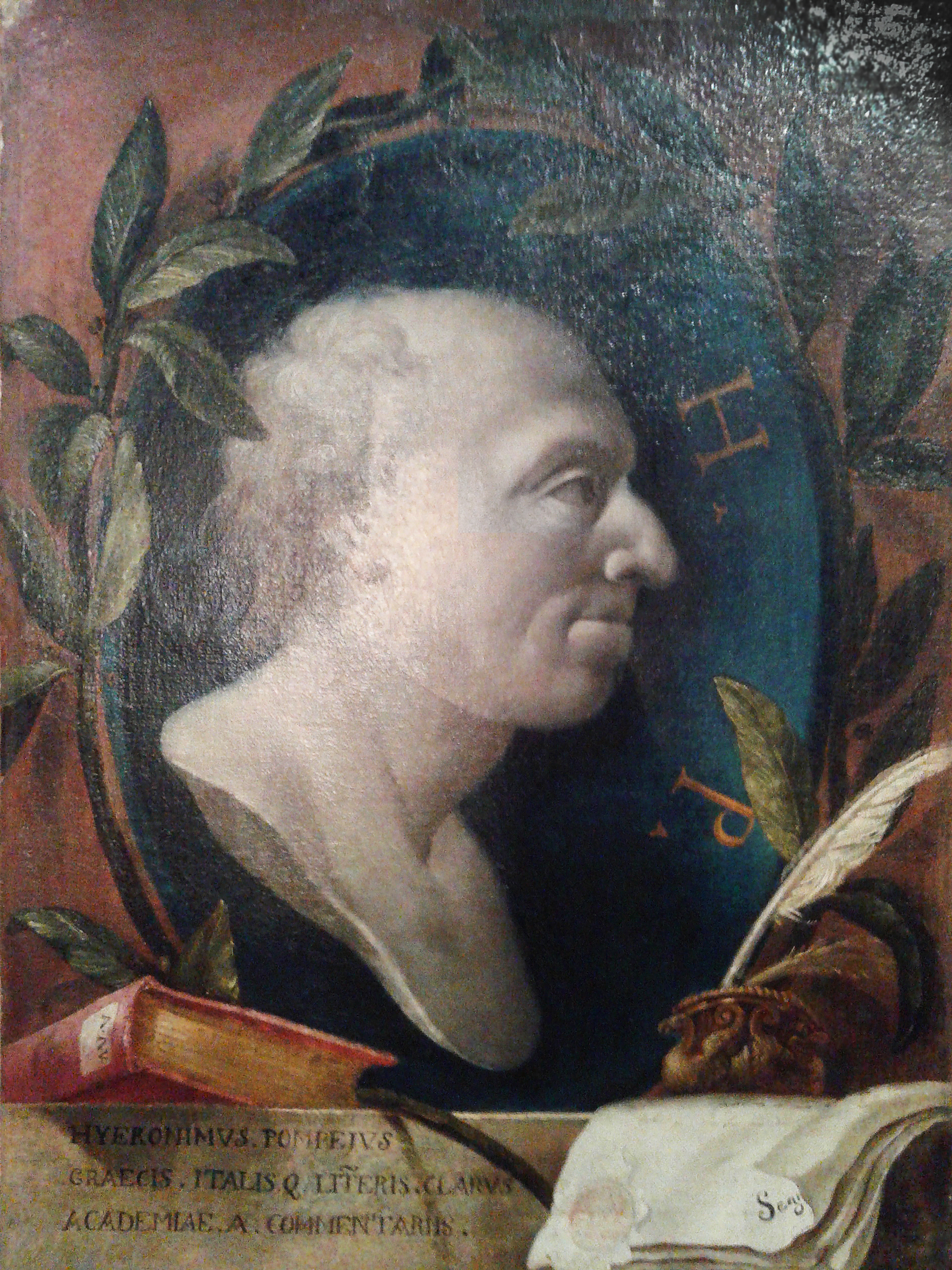
Джованні Беніні «Портрет Джіроламо Помпеї».
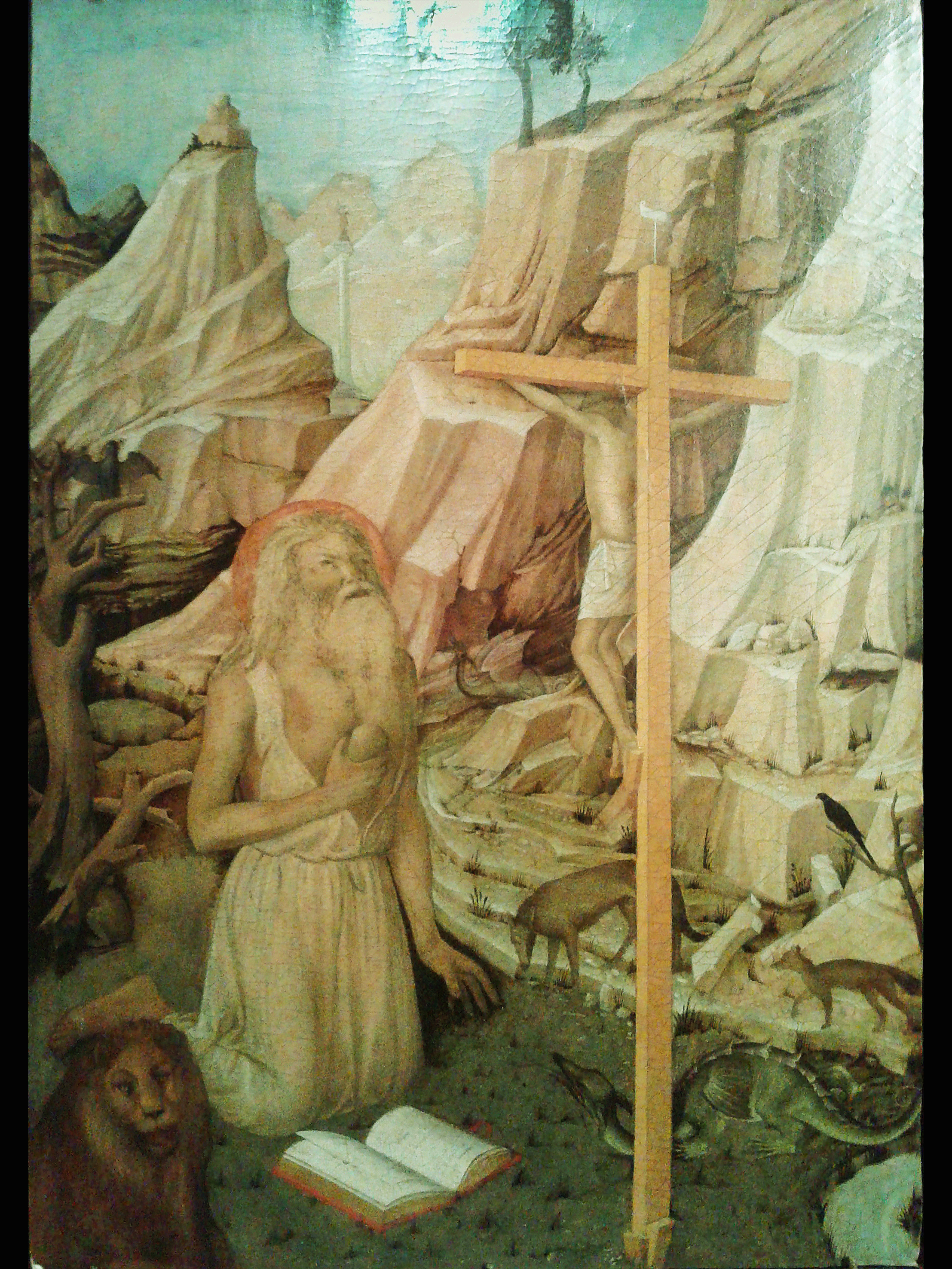
Якопо Белліні. «Каяття Святого Ієроніма».
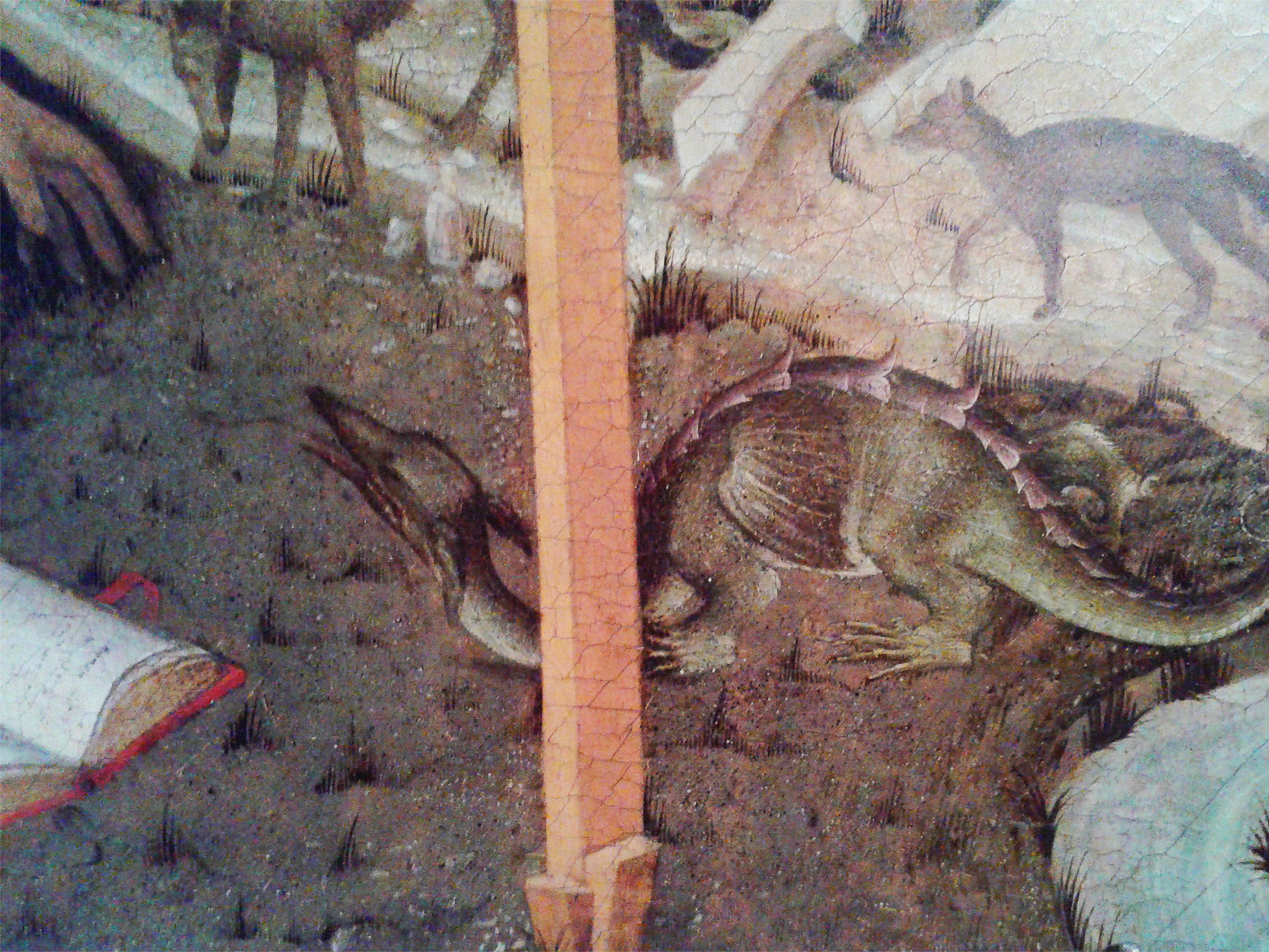
Якопо Белліні. «Каяття Святого Ієроніма» (фрагмент).
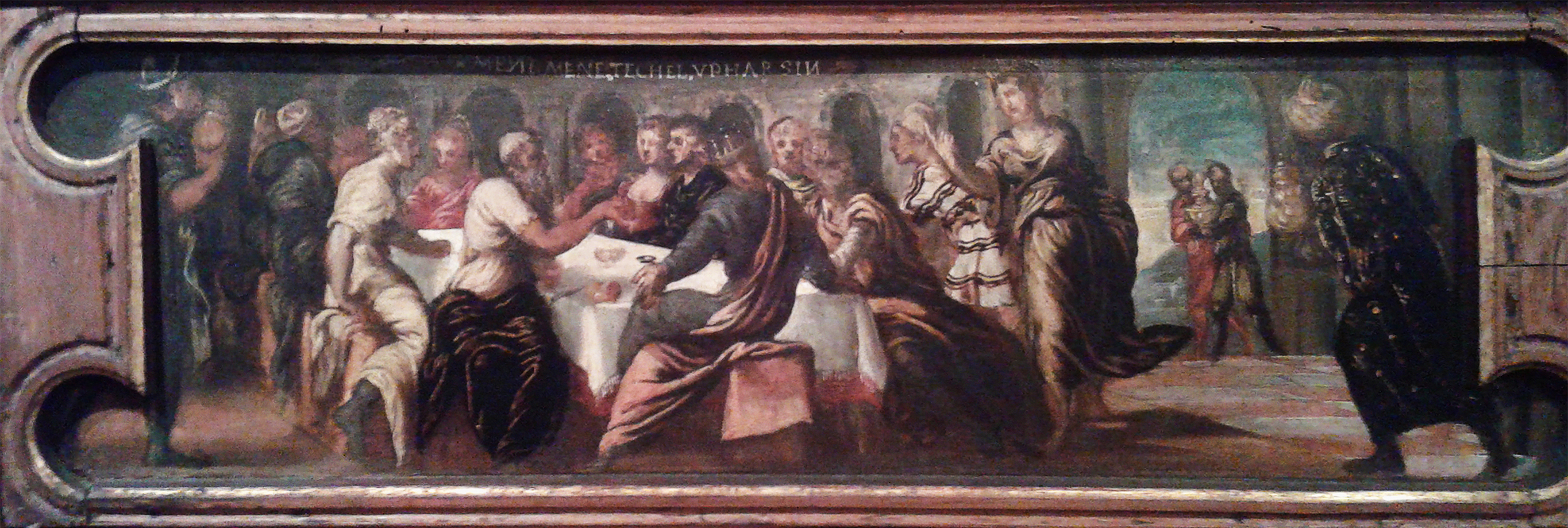
Якопо Тінторетто. «Бенкет Валтасара».
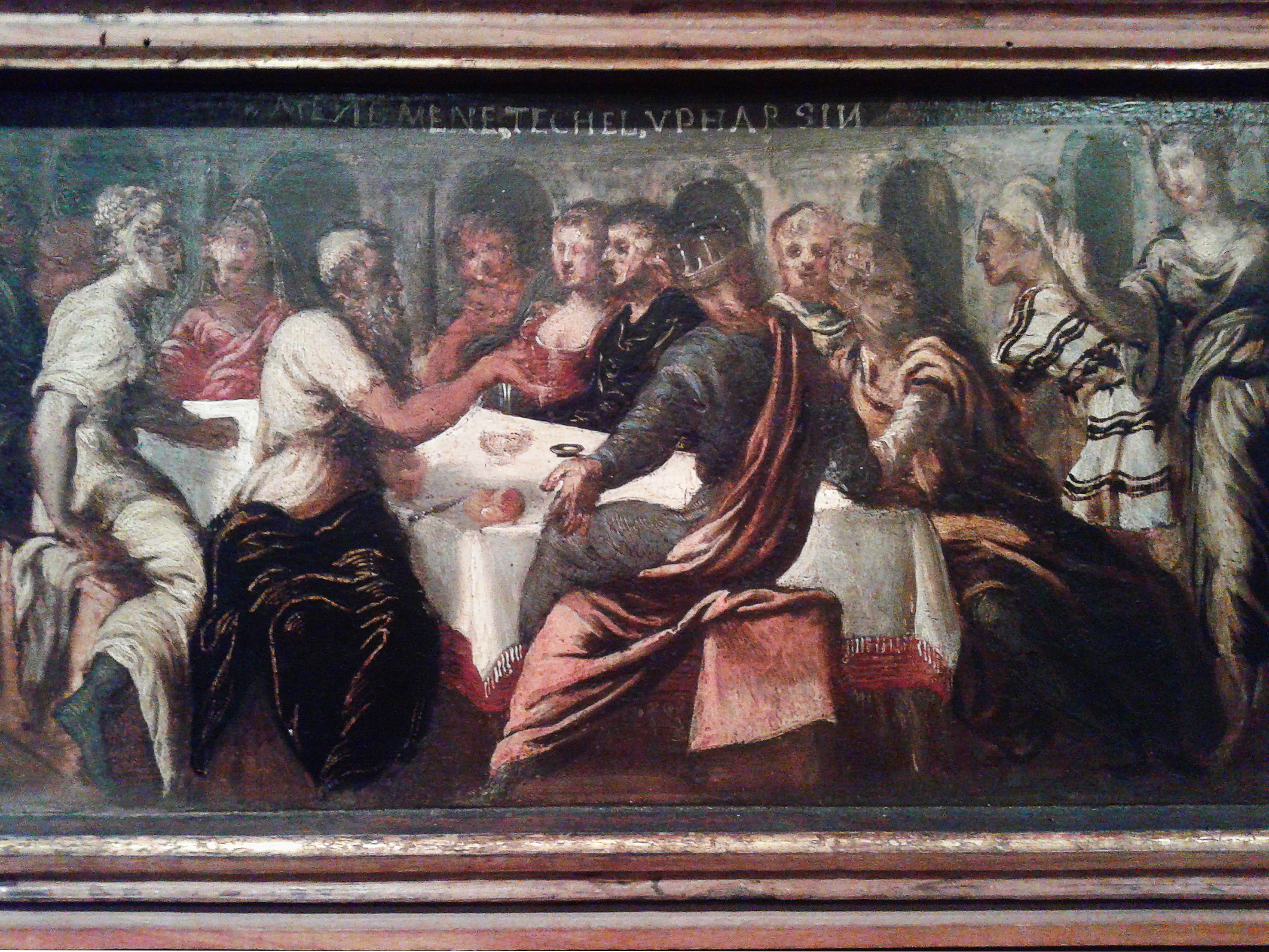
Якопо Тінторетто. «Бенкет Валтасара» (фрагмент).
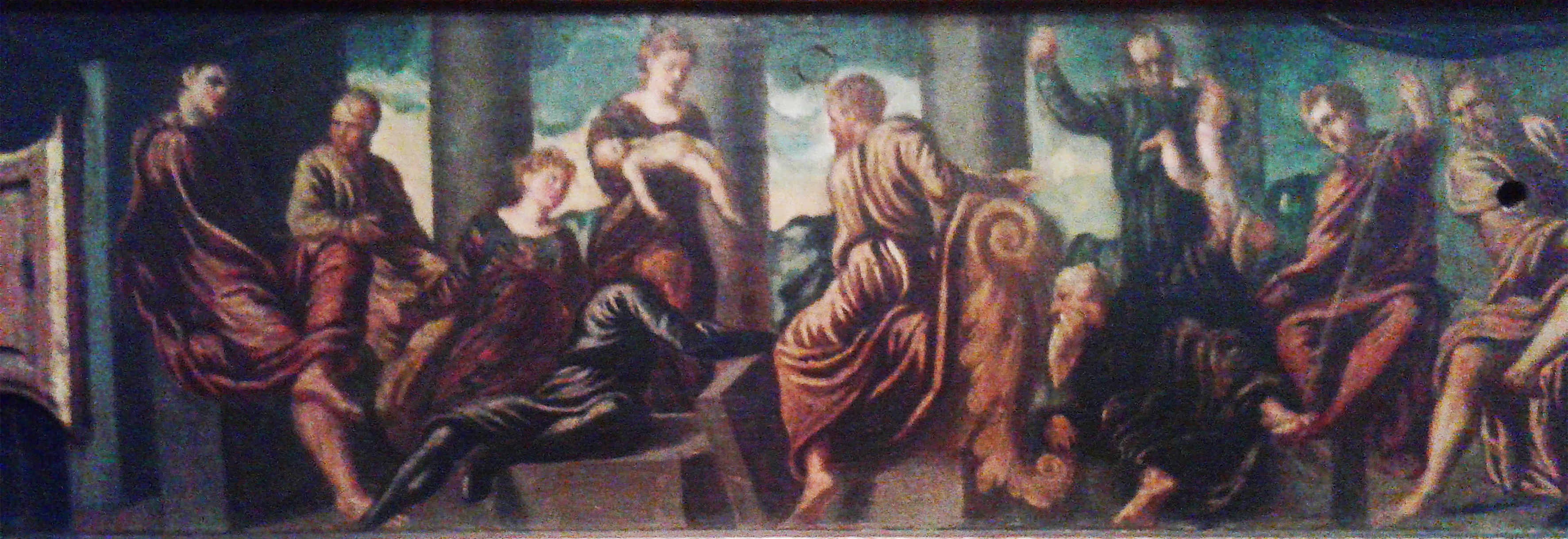
Якопо Тінторетто. «Суд царя Соломона».
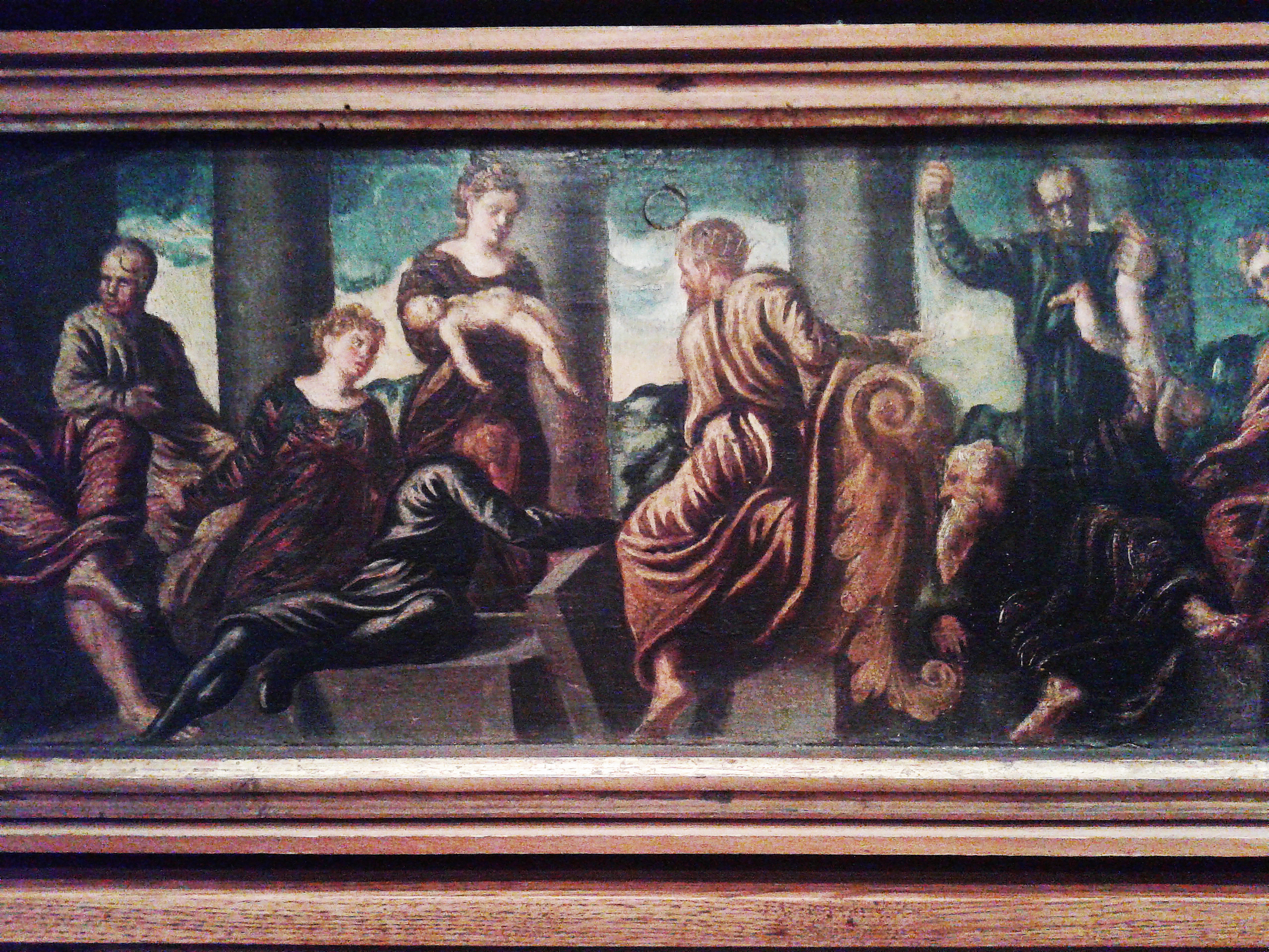
Якопо Тінторетто. «Суд царя Соломона» (фрагмент).
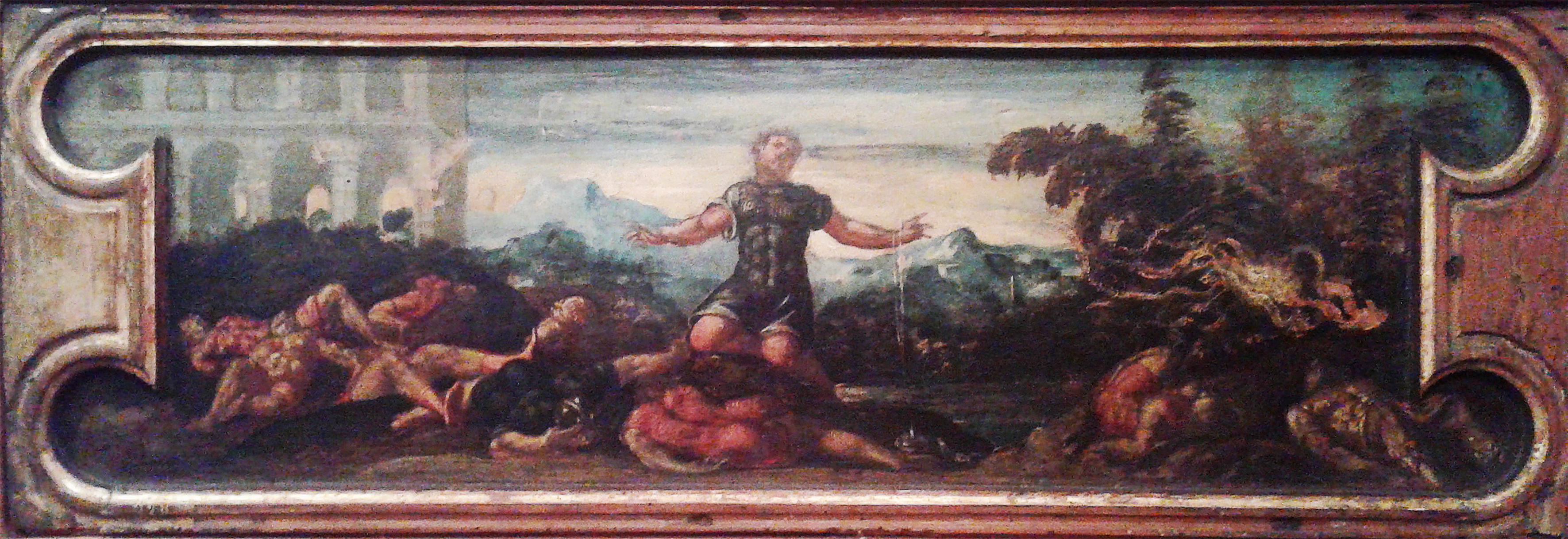
Якопо Робусті Тінторетто. «Самсон та филистимляни».
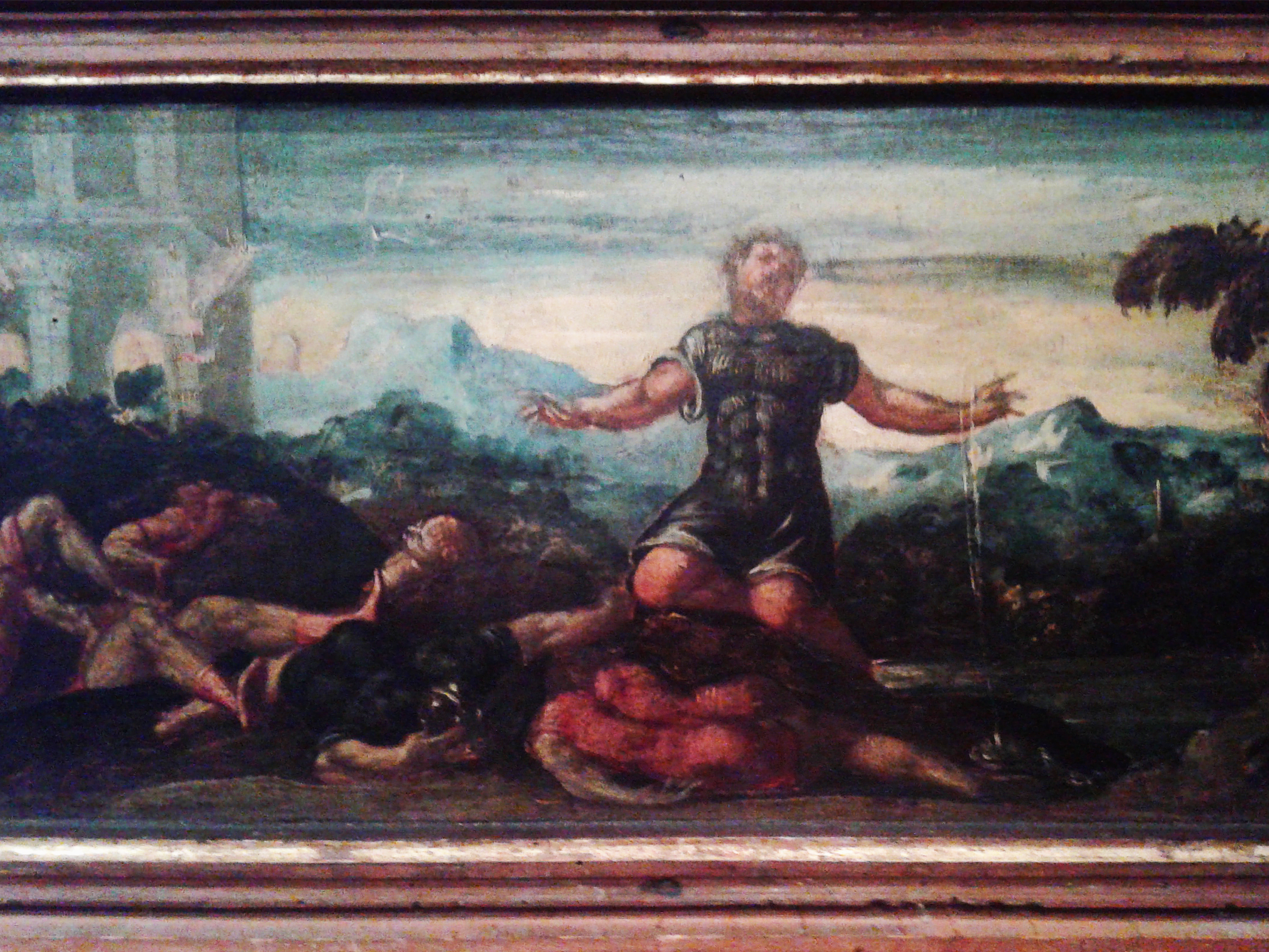
Якопо Тінторетто. «Самсон та филистимляни» (фрагмент).
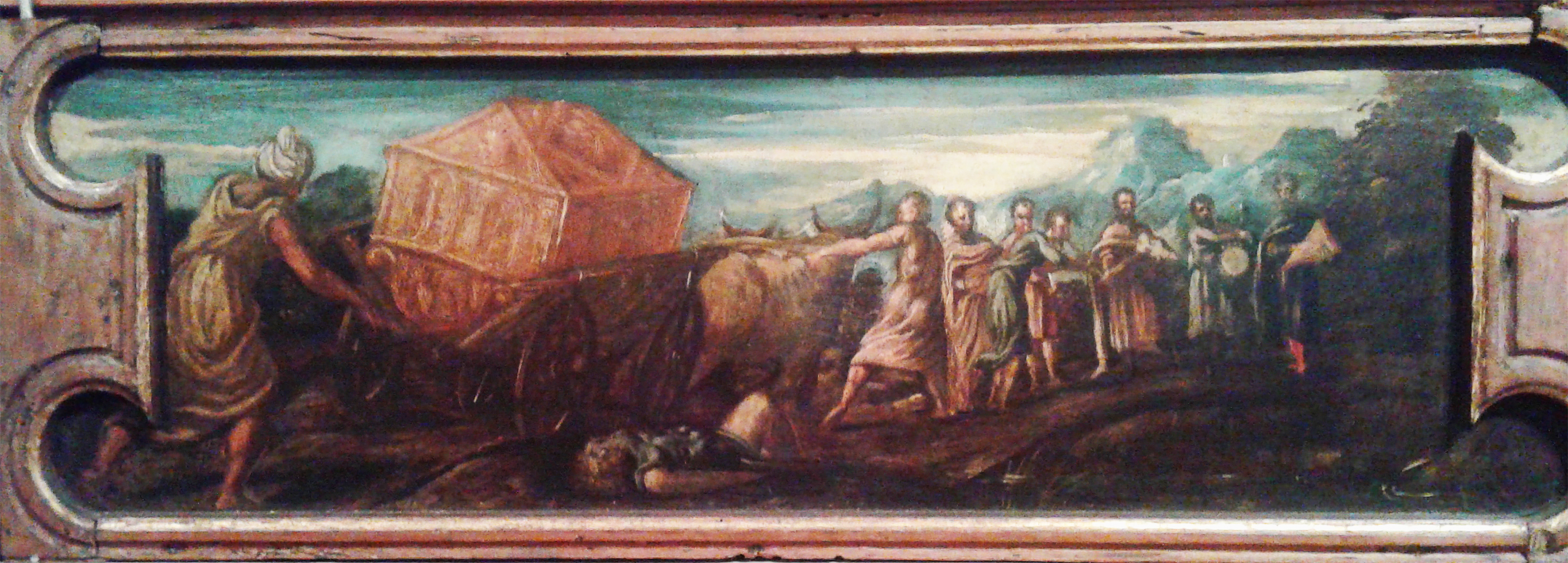
Якопо Тінторетто. «Перенесення Ковчега Заповіту».
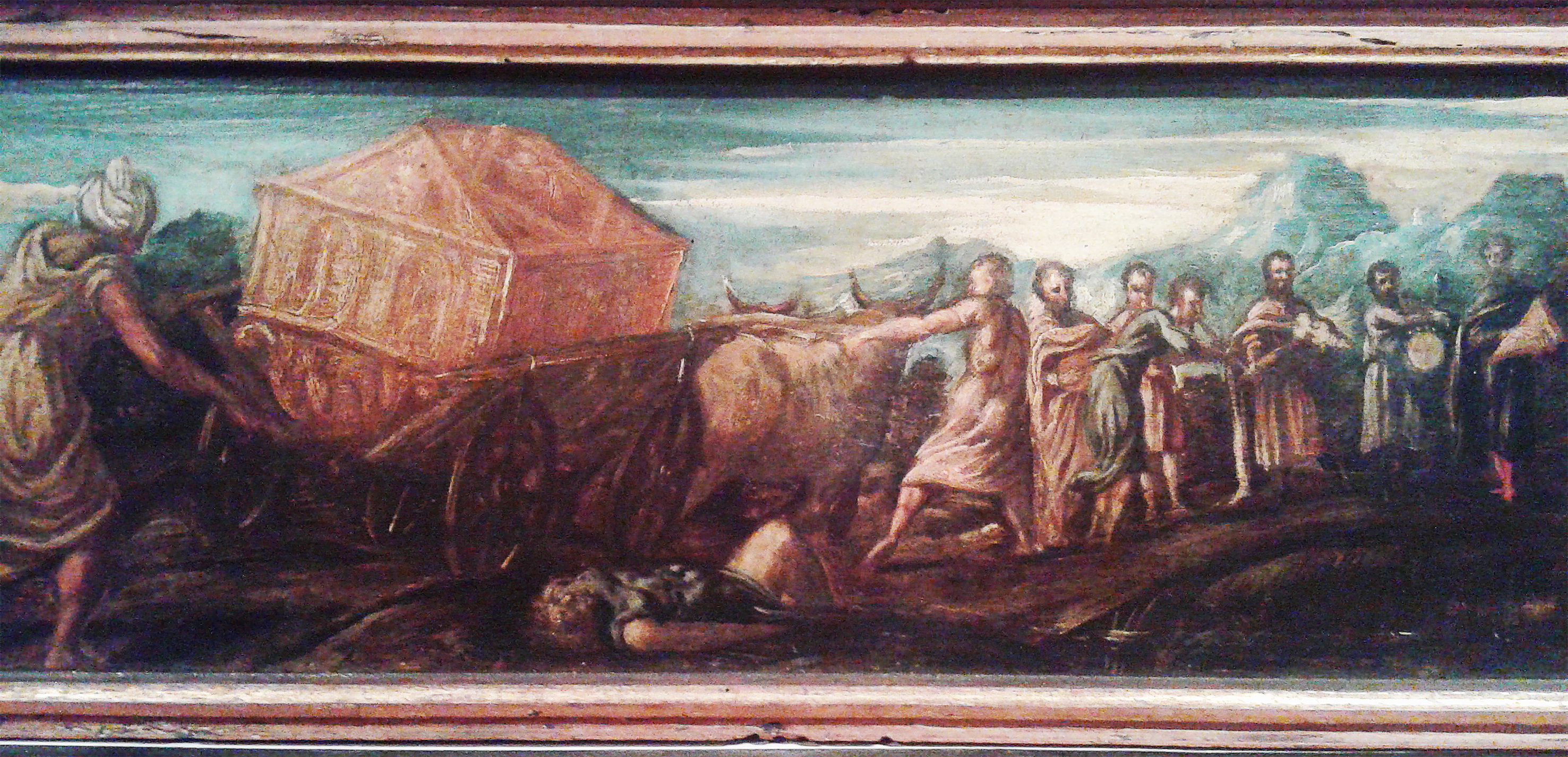
Якопо Тінторетто. «Перенесення Ковчега Заповіту»  (фрагмент).